# 大分県道674号岩戸五馬日田線
大分県道674号岩戸五馬日田線（おおいたけんどう674ごう いわといつまひたせん）は、大分県日田市を通る一般県道である。

## 概要
日田市天瀬町出口（いでぐち）から日田市三芳小渕町に至る。

### 路線データ
- 起点：大分県日田市天瀬町出口（大分県道・熊本県道12号天瀬阿蘇線交点）
- 終点：大分県日田市三芳小渕町（三芳小渕町交差点、国道386号交点、大分県道535号豊後三芳停車場線終点）

## 歴史
- 1959年（昭和34年）3月31日 - 大分県告示第374号により、県道岩戸五馬日田線として路線認定される（当時の整理番号は169）[1][出典無効]。
- 2020年（令和2年）3月31日 - 大分県告示第199号により国道212号玉川バイパスと並行する旧道区間の国道指定が解除され、終点が日高から三芳小渕町交差点に延伸される[2]。

## 路線状況

### 道路施設

#### 橋梁
- 小渕橋（玖珠川、日田市）

## 地理

### 通過する自治体
- 日田市

### 交差する道路
| 交差する道路                                                                   | 交差する場所           | 交差する場所            |
| ------------------------------------------------------------------------------ | ---------------------- | ----------------------- |
| 大分県道・熊本県道12号天瀬阿蘇線                                               | 天瀬町出口（いでぐち） | 起点                    |
| 日田広域農道 / スカイファームロードひた                                        | 天瀬町桜竹             |                         |
| 日田広域農道 / スカイファームロードひた                                        | 天瀬町女子畑           |                         |
| 国道210号                                                                      | 大部町                 | [ 注釈 1 ]              |
| 国道386号 福岡県道・大分県道112号福岡日田線 重複 大分県道535号豊後三芳停車場線 | 三芳小渕町             | 三芳小渕町交差点 / 終点 |

### 沿線
- 日田市立五馬中学校
- 日田市立いつま小学校